# Daanbantayan
Daanbantayan là một đô thị hạng 1 của tỉnh Cebu, Philippines. Theo một cuộc điều tra dân số năm 2008, dân số của đô thị này là 73.254 người. 

## Các đơn vị dân cư
Daanbantayan được chia thành các đơn vị hành chính gồm 20 barangay:
| - Agujo - Bagay - Bakhawan - Bateria - Bitoon - Calape - Carnaza - Dalingding - Lanao - Logon | - Malbago - Malingin - Maya - Pajo - Paypay - Poblacion - Talisay - Tapilon - Tinubdan - Tominjao |